# Autostrada A995 (Niemcy)
Autostrada A995 (niem. Bundesautobahn 995 (BAB 995) także Autobahn 995 (A995)) – autostrada w Niemczech przebiegająca z północy na południe, łącząca obwodnicę śródmiejską Monachium, B2R, z autostradami A8 i A99 na węźle Kreuz München-Süd a tym samym centrum miasta ze wschodnią częścią obwodnicy autostradowej Monachium.

## Odcinki międzynarodowe
Droga na całej długości jest częścią trasy europejskiej E54.